# Gerd Baier
Gerd-Rainer Baier (* 25. Juni 1924 in Dresden; † 13. Juni 2017 in Schwerin) war ein deutscher Kunsthistoriker und Denkmalpfleger.

## Leben
Geboren in Dresden, besuchte Gerd Baier die dortige Rudolf-Steiner-Schule, die 1941 geschlossen wurde, und legte 1942 das Abitur ab. Nach Kriegsteilnahme und Kriegsgefangenschaft arbeitete er kurze Zeit im Schuldienst und studierte von 1950 bis 1954 an der Universität Leipzig Kunstgeschichte und Klassische Archäologie. In den folgenden Jahren war Baier wesentlich an der Erstellung des Denkmalinventars für die Insel Rügen beteiligt, die unter Walter Ohle durchgeführt wurde. Als am 1. März 1956 die Außenstelle Schwerin des Instituts für Denkmalpflege der Deutschen Demokratischen Republik eingerichtet wurde, gehörte Gerd Baier zu den ersten Mitarbeitern. Später wurde er als Hauptkonservator zum Abteilungsleiter Forschung und Dokumentation ernannt und hatte diese Position bis zu seiner Pensionierung 1995 inne. Bereits 1959 wurde Gerd-Rainer Baier mit seiner Dissertation: Die mittelalterliche Wand- und Gewölbemalerei in Mecklenburg an der Philosophischen Fakultät der Universität Leipzig promoviert.
Gerd Baier lebte mit seiner Frau in Schwerin.

## Auszeichnungen
- 1984 Aktivist der sozialistischen Arbeit[5]
- 1989 Verdienstmedaille der DDR[6]
- 1994 Kulturpreis des Landes Mecklenburg-Vorpommern

## Werke
Gerd Baier ist Autor zahlreicher Veröffentlichungen zur Kunstgeschichte und Denkmalpflege in Mecklenburg-Vorpommern, ein Verzeichnis seiner Schriften aus den Jahren 1957 bis 1989 findet sich in den Mitteilungen des Instituts für Denkmalpflege – Arbeitsstelle Schwerin, Nr. 33/1989, S. 805–808, danach erschienen unter anderem:
- Knaurs Kulturführer in Farbe Mecklenburg-Vorpommern. Droemer Knaur, München 1991.
- Deutsche Kunstdenkmäler / Mecklenburg-Vorpommern. Leipzig 1992.
- Der Dom zu Schwerin.  Schnell und Steiner, Regensburg 1994.
- Die Bau- und Kunstdenkmale in Mecklenburg-Vorpommern. Vorpommersche Küstenregion. Henschel-Verlag, Berlin 1994.